# Pětnice u Záboří
Pětnice u Záboří je rozhledna postavena cca 200 m od vrcholu Volyně v nadmořské výšce 578 m n. m. u silnice mezi obcemi Záboří a Čečelovice, cca 20 km severozápadně od Strakonic. Nedaleko se nachází les Pětnice, po kterém rozhledna dostala své jméno.

## Historie a technická data
Ocelová rozhledna na telekomunikačním vysílači společnosti T-Mobile se nachází na návrší Volyně 588 m. Typizovanou konstrukci pro mobilního operátora T-Mobile v roce 2001 realizovala společnost Excon a.s. Rozhledna je oficiálně je přístupná až od roku 2009. V roce 2018 byla uzavřena, protože mezi OÚ Záboří a vlastníkem věže nedošlo k dohodě o podmínkách provozu rozhledny. Díky Klubu přátel rozhleden je v roce 2023 opět otevřena, vstup na rozhlednu je placený.

## Výhled
Z vyhlídkové plošiny ve výšce 25 m je možno spatřit vrcholy Brd, Strakonicko, JE Temelín, vrcholy Šumavy, okolí města Blatná a Horažďovic.

### Externí odkaz
- rozhledny.webzdarma.cz/
- rozhledny.kohl.cz/
- Rozhlednovým rájem
- Kudy z nudy
- rozhledna na Mapy.cz